# 国鉄レキ1形貨車
国鉄レキ1形貨車形（こくてつレキ1がたかしゃ）は、1948年（昭和23年）に250両が新製された日本国有鉄道（国鉄）の冷蔵車である。
本形式から改造されたレサ900形についても記述する。

## 概要
日本の冷蔵車はそれまで全て二軸車で荷重は12 tまでのものが使われていた。これは日本の輸送単位の小ささを反映したものである。これに対してGHQは一気に大型化した車両を製作するように指示した。国鉄は輸送の実態に合わないと反対したもののGHQに押し切られ、やむなく製作することになった。この当時は鉄道事業については全て連合軍総司令部(GHQ)の指示と許可に支配されており、車両の新製計画についても例外ではなかったためである。1948年（昭和23年）だけで250両（レキ1 - レキ250）が日本車輌製造・川崎車輌・汽車製造・新潟鐵工所・帝國車輛工業で製造された。

## 構造
レ6000形の構造を基本にして車体を延長した設計となっている。全長14,700 mm、全幅2,800 mm、全高3,710 mm、荷重25 tとその当時の国鉄有蓋貨車としては最大の大きさである。扉を前後に2つもち、車内中間に間仕切りを設けて異なる荷主の貨物を同時に積載できるように考慮されていた。断熱材は戦後製作したレ5000形やレ6000形と同様に入手困難であったため代用品が用いられたが、レ6000形の実績を参考に改良が加えられて国産のコルク板とテックス板が採用されている。車内は腐食防止のために初めてステンレス板となり塗装が省略された。台車は将来の高速化を考慮してTR24形を採用している。

## 運用の変遷
国鉄の反対を押し切ってGHQが製作させたレキ1形であるが、国鉄の予想通り日本の輸送実態には適合せず、利用率は低迷した。このため冷蔵車以外の用途に使う、目的外使用が盛んに行われた。荷物車・郵便車が不足していた折にこれらの代用とされ、また運送業者の小口混載貨物にも使用された。特に後者は運賃計算上の最低トン数を改正してまで利用を促進している。さらに末期には新興から北関東方面への小麦輸送にも用いられた。
こうした事情から、早期に他の形式への改造が行われた。改造されずに残ったレキ1形は、1966年（昭和41年）に廃車となっている。

## 改造

### ワキ1形への改造
1960年（昭和35年）、1961年（昭和36年）の両年に合計100両がワキ1形に改造された。本形式のうち特に状態不良なものを改造種車とし、台車とブレーキ部品だけ再利用して、台枠以上の車体は新製している。郡山工場で改造し、ワキ300 - ワキ399となった。

### チキ2700形への改造
1962年（昭和37年）、チキ2700形への改造が行われた。本形式のうち台枠の状態が良好なものを改造種車とし、台枠、台車、ブレーキ装置等を再利用している。郡山工場の改造で、90両がチキ2700 - チキ2789となった。

### レサ900形への改造
1964年（昭和39年）、在日米軍向けの機械式冷凍機付き冷蔵車としてレサ900形へ4両（レサ900 - レサ903）が大宮工場で改造された。これはレ5000形レ5003で試験した結果を受けたもので、レ7000形を改造してレ9000形としたのと同様、米軍提供のアメリカサーモキング社製車両用冷凍機UWD-62形を搭載した。車体の一端に機器室を設けてディーゼルエンジンと冷凍機を搭載し、燃料タンクは床下に設置している。断熱材はガラス綿に更新した。冷気は天井ダクトを通じて送られるようになっていた。荷重は機器室を設置したために減少し、25 tから23 tに減少している。
1964年（昭和39年）4月7日に国鉄・米軍共催の引き渡し式が行われ、輸送に就いた。当初は東高島駅、後には横浜港駅を常備駅とし、三沢、千歳、門司埠頭、博多港、佐世保、雑餉隈、竹下信号所（岩国）など全国の米軍基地所在駅へ発送が行われた。しかし在日米軍の縮小もあり、1973年（昭和48年）には全車廃車となった。
このほか、5000形コンテナが製造された際、高速走行が可能なことから、コンテナ車への改造も検討されたが、コストの面から見送られた。